# Philippe Pollet-Villard
Philippe Pollet-Villard (Annecy, 30 de outubro de 1960) é um cineasta francês. Como reconhecimento, foi nomeado ao Oscar 2008 na categoria de Melhor Curta-metragem por Le Mozart des pickpockets.